# Seiling (Oklahoma)
Seiling es una ciudad ubicada en el condado de Dewey en el estado estadounidense de Oklahoma. En el año 2010 tenía una población de 		860 habitantes y una densidad poblacional de 409,52 personas por km².

## Geografía
Seiling se encuentra ubicada en las coordenadas 36°8′55″N 98°55′30″O / 36.14861, -98.92500 (36.148579, -98.925123).

## Demografía
Según la Oficina del Censo en 2000 los ingresos medios por hogar en la localidad eran de $24,087 y los ingresos medios por familia eran $28,333. Los hombres tenían unos ingresos medios de $27,917 frente a los $19,063 para las mujeres. La renta per cápita para la localidad era de $13,561. Alrededor del 20.2% de la población estaban por debajo del umbral de pobreza.